# 2,3-diidrossiindolo 2,3-diossigenasi
La 2,3-diidrossiindolo 2,3-diossigenasi è un enzima appartenente alla classe delle ossidoreduttasi che catalizza la seguente reazione:
2,3-diidrossiindolo + O2 ⇄ antranilato + CO2